# Södertorp
Södertorp is een wijk in het stadsdeel Hyllie van de Zweedse stad Malmö. De wijk telt 1.311 inwoners (2013) en heeft een oppervlakte van 0,17 km². Södertorp bestaat voornamelijk uit appartementencomplexen en flats, die tussen 1960 en 1970 gebouwd zijn.
De wijk ligt tussen de straten Stadiongatan en Ärtholmsvägen, ten westen van Pildammsvägen. In de wijk is de Ärtgårdens-kleuterschool gevestigd.